# William Martin Murphy

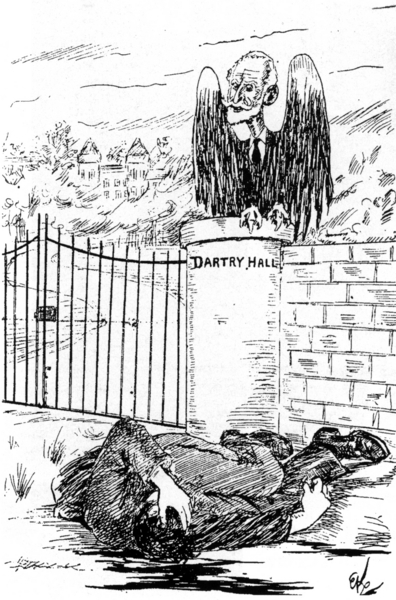
Imatge satírica de William Martin Murphy publicada el 1913

William Martin Murphy va ser un home de negocis, polític i editor de premsa irlandès (Bantry, Comtat de Cork, 21 de novembre de 1844 - Dublín, 25 de juny de 1919).

## Biografia
Educat al Belvedere College, quan el seu pare, un contractista de la construcció, va morir; es va fer càrrec de l'empresa familiar. La seva visió per als negocis va fer expandir el negoci, i va construir esglésies, escoles i ponts a tota Irlanda, així com ferrocarrils i tramvies a Gran Bretanya i l'Àfrica. Va ser elegit diputat pel Partit Nacionalista St. Patrick's, Dublín, el 1885. Va ser membre de l'agrupació the Bantry Band, un grup de polítics que provenien de la zona de la badia de Bantry. The Bantry Band va ser dita despectivament també the Pope's brass band. El seu membre més famós va ser Tim Healy MP. També va formar part Timothy Michael Harrington, qui fora alcalde de la ciutat de Dublín.
Quan el Partit Parlamentari Irlandès es va dividir el 1890, Murphy es va posicionar al costat de la majoria en contra de Parnell. Però Dublín es va convertir en un bastió de Parnell i a les eleccions generals de 1892 Murphy va perdre el seu escó enfront del candidat de Parnellite, William Field. Va fer dos intents de tornar al Parlament, en la circumscripció de Comtat de Kerry el 1895 i a la de Comtat de Mayo l'any 1900, però tots dos van ser infructuosos.
El 1904 va comprar tres diaris de Dublín i els va substituir el 1905 amb l'Irish Independent. El 1906 va fundar el seu dominical, el Sunday Independent. Aquest any va refusar ser Cavaller del Rei Eduard VII. Va enfrontar als treballadors contra els sindicats, dirigits per James Larkin, de l'oposició, que va culminar en el tancament patronal de 1913. Això, juntament amb la seva crítica de l'Home Rule li va fer extremament impopular a diversos sectors. Després de l'apogeu de l'Easter Rising, va comprar els edificis en ruïnes a l'Abbey Street, com a seu de les oficines del seu diari. Va adquirir els grans magatzems Clery, la Dublin United Tramways Company, i d'altres grans negocis.
Va escriure el llibre The Home Rule Act, publicat el 1914.